# Алиханян, Геворк Саркисович
Георгий Сергеевич (Геворк Саркисович) Алиханян (1897, Тифлис — 13 февраля 1938, Коммунарка) — советский партийный деятель, отчим Елены Боннэр.

## Биография
Геворк Саркисович родился в Тифлисе в семье рабочего-армянина. Геворк Алиханян (Алиханов) окончил семинарию в Тифлисе вместе с Анастасом Микояном, вместе с ним состоял в дашнаках (армянская национальная партия), вместе стали большевиками.
Член РСДРП(б) с 1917 года. Активный участник Бакинской коммуны и установления советской власти в Армении в 1920 году.
Первый секретарь Компартии Армении с декабря 1920 года по апрель 1921 года.
Затем секретарь Бауманского (Москва), Выборгского и Василеостровского районных комитетов партии (Ленинград), первый секретарь Володарского райкома. Был избран делегатом съездов ВКП(б), проходивших в Москве — XV (в декабре 1927 года) и XVI (в июле 1930 года).
С 1931 года работник Коминтерна, член Исполкома, заведующий отдела кадров Коминтерна. Ограждал от репрессий Иосипа Броза Тито.
В 1937 году сам был репрессирован. Расстрелян 13 февраля 1938 года на полигоне «Коммунарка». В 1956 году реабилитирован.
Во втором браке, супруга — Руфь Григорьевна Боннэр (1900—1987), в первом браке Кочарян, мать Елены Георгиевны Боннэр — была также арестована 10 декабря 1937 года и приговорена к 8 годам ссылки. Реабилитирована в 1954 году.